# کاتاژینا گلینکا
کاتاژینا گلینکا (لهستانی: Katarzyna Glinka؛ ‏ تلفظ لهستانی: [kataˈʐɨna ˈɡlinka]؛‏ زادهٔ ۱۹ آوریل ۱۹۷۷) بازیگر، صداپیشه و مجری تلویزیون اهل لهستان است. وی از سال ۲۰۰۱ میلادی تاکنون مشغول فعالیت بوده‌است.
از فیلم‌ها یا برنامه‌های تلویزیونی که وی در آن نقش داشته‌است می‌توان به اجاره‌نشین‌ها، طایفه، در خوشی و سختی، کارآگاهان جنایی، عشق اول، پرستار کودک، دوستان، هولی موتورز و رنگ‌های خوشبختی اشاره کرد.